# カモン・BaBeのハロームービー夢工場
カモン・BaBeのハロームービー夢工場（カモン・ベイブのハロームービーゆめこうじょう）は、1987年4月11日から同年10月10日までニッポン放送で放送されていたラジオ番組。パーソナリティは嘉門達夫（現・嘉門タツオ）とBaBe。放送時間は毎週土曜日 21:30 - 22:00。

## 概要
当時映画ブランド『ハロームービー』を有していた日清製粉の一社提供番組。嘉門達夫が当番組が始まる直前の1987年3月29日までパーソナリティを務めていた『カモン・ザ・ナイト 大江戸アドヴェンチャー』の中で、同じく日清製粉提供で放送されていた映画紹介コーナー『ハロームービー・嘉門達夫のシネシネ団』を継承した形の番組である。パートナーのBabeは当番組スタートの年、1987年2月にデビューしたばかりで、当番組がラジオ初レギュラーとなった。
前身番組『嘉門達夫のシネシネ団』から引き続き、洋画、邦画の新作紹介と試写会のお知らせ、新作映画の裏話紹介や映画の出演者をゲストに招いてのトークなど、映画を中心とした各種エンターテインメント情報と話題を送っていた他、この年の7月18日に開幕したイベント『コミュニケーションカーニバル 夢工場'87』の詳しい情報も放送していた。
主なコーナーには、『シネシネ団』時代の『予告編自由自在コーナー』を継承した形の、身の回りの様々なものや事柄などを予告編調にしたネタを紹介した『予告編イマジニア』などのコーナーがあった。
当番組終了後は嘉門が降板し、翌週の1987年10月17日からはBaBeがメインパーソナリティで同じく日清製粉提供の『ジャジャ馬BaBeのハロームービー』がスタートしている。

## ゲスト
- 少年隊（1987年5月23日）
- 原田知世（1987年9月5日）
他

## 備考
当番組はニッポン放送ショウアップナイターの直後の番組だったこともあり、ナイター中継が延長した場合、当番組は15分に短縮または休止になったことも度々あった。そのような中で1987年5月30日の放送は、ナイター延長のため15分放送になったが、その際に前々週5月16日放送分（15分短縮バージョン。5月16日は同じくナイター延長のため、この日は全休止になった）をそのまま放送、そのために前週5月23日のゲストだった少年隊へのお便りや質問などのはがきの呼び込みや、当日5月30日開催のBaBeコンサートへ招待の告知が流れるという、当日の実情にそぐわないちぐはぐな内容が放送された。